# 匈牙利政治
匈牙利是一個議會制民主共和國，匈牙利總統是國家元首，主要擁有禮儀上的權力。行政權由政府所有，匈牙利總理是政府首腦，領導政府工作。而立法權則由政府和國會共有。匈牙利現在的執政黨是青年民主主義者聯盟。除了青年民主主義者聯盟之外，匈牙利的主要政黨還有更好的匈牙利運動和匈牙利社會黨。匈牙利在2004年加入了歐盟，2011年通過了新憲法。匈牙利國民議會為一院制，共有199名議員。議員的任期是四年。